# Celtic Woman: Home for Christmas
Celtic Woman: Home for Christmas – ósmy album zespołu Celtic Woman. Wydany 9 października 2012 roku. Jest to drugi świąteczny album studyjny zespołu. Zawiera występy wokalistek Chloë Agnew, Lisy Lambe, Méav Ní Mhaolchatha oraz skrzypaczki Máiréad Nesbitt. Jest to pierwszy album zawierający występ Méav Ni Mhaolchatha od jej odejścia z grupy.

## Lista utworów
| Nr  | Tytuł                           | Wykonawca                                                     | Czas  |
| --- | ------------------------------- | ------------------------------------------------------------- | ----- |
| 1.  | "I'll Be Home For Christmas"    | Lisa Lambe                                                    | 04:12 |
| 2.  | "Hark The Herald Angels Sing"   | Chloë Agnew, Méav Ní Mhaolchatha, Lisa Lambe, Máiréad Nesbitt | 05:01 |
| 3.  | "Santa Claus Is Coming To Town" | Chloë Agnew, Máiréad Nesbitt                                  | 04:13 |
| 4.  | "Silent Night"                  | Méav Ní Mhaolchatha                                           | 03:35 |
| 5.  | "We Three Kings"                | Chloë Agnew, Lisa Lambe, Méav Ní Mhaolchatha                  | 03:37 |
| 6.  | "We Wish You A Merry Christmas" | Chloë Agnew, Lisa Lambe, Méav Ní Mhaolchatha, Máiréad Nesbitt | 03:37 |
| 7.  | "What Child Is This"            | Méav Ní Mhaolchatha, Máiréad Nesbitt                          | 04:31 |
| 8.  | "Adeste Fideles"                | Chloë Agnew                                                   | 04:20 |
| 9.  | "Winter Wonderland"             | Chloë Agnew, Lisa Lambe, Méav Ní Mhaolchatha, Máiréad Nesbitt | 02:51 |
| 10. | "Mary's Boy Child"              | Chloë Agnew, Lisa Lambe, Méav Ní Mhaolchatha                  | 03:07 |
| 11. | "Auld Lang Syne"                | Lisa Lambe                                                    | 03:27 |
| 12. | "Joy To The World"              | Chloë Agnew, Lisa Lambe, Méav Ní Mhaolchatha                  | 02:55 |